# Fluorapofillite-(NH4)
La fluorapofillite-(NH4) (simbolo IMA: Fapo-NH4) è un raro minerale del gruppo dell'apofillite appartenente alla classe dei "silicati e germanati" con formula chimica NH4Ca4(Si8O20)F • 8(H2O). Strutturalmente appartiene ai fillosilicati.

## Etimologia e storia
La fluorapofillite-(NH4) è l'analogo dell'ammonio della fluorapofillite-(Cs) (cesio-prevalente), fluorapofillite-(K) (potassio-prevalente) e della fluorapofillite-(Na) (sodio-prevalente), minerali che danno il nome alla fluorapofillite-(NH4), dove il catione monovalente dominante (NH4) accompagna il nome del minerale come suffisso tra parentesi e l'anione dominante non tetraedrico è stato preceduto dal nome del minerale.

## Classificazione
Essendo stata scoperta e studiata in epoca recente, presentata all'Associazione Mineralogica Internazionale (IMA) nel 2019 e da essa approvata nel 2020, la fluorapofillite-(NH4) non è elencata né nell'ottava edizione della sistematica dei minerali secondo Strunz (obsoleta dal 1977), né nella nona edizione.
L'aggiornamento della nona edizione, avvenuto nel 2024, elenca la fluorapofillite-(NH4) nella classe dei "silicati (germanati)" e da lì nella sottoclasse dei "fillosilicati" e infine nella sezione "reti singole di tetraedri con anelli di 4, 5, (6) e 8 membri". Ciò comporta che se fosse inclusa nella nona edizione, verrebbe elencata nel sistema nº 9.EA.15 insieme a fluorapofillite-(Cs), fluorapofillite-(K), hydroxyapophyllite-(K) e fluorapofillite-(Na).
La fluorapofillite-(NH4) cristallizza nel sistema tetragonale nel gruppo spaziale P4/mnc (gruppo nº 128) con i parametri reticolari a = 8,99336(9) Å e c = 15,7910(3) Å, con 2 unità di formula per cella unitaria.

## Proprietà
Il minerale ha un colore che va dal rosa pallido all'incolore, mentre il suo striscio è bianco. La lucentezza è da vitrea a perlacea e non presenta fluorescenza sotto la luce ultravioletta.
La sua durezza Mohs va da 4,5 a 5.

## Origine e giacitura
Il minerale si forma idrotermalmente ed è stato rinvenuto in cavità di xenoliti di quarzo-illite-saponite-tobelite incastonati in andesite-pirosseno.

È stata trovata associata con calcite, tridimite, pirite, cabasite-Ca e heulandite-Ca.
La fluorapofillite-(NH4) è un minerale estremamente raro; è stato rinvenuto solo nella sua località tipo, Vechec nel distretto di Vranov nad Topľou in Slovacchia.

## Forma in cui si presenta in natura
La fluorapofillite-(NH4) forma cluster, aggregati o croste cristalline costituite da cristalli individuali ben sviluppati di dimensioni fino a 4 mm, che presentano le forme {110}, {101} e {001}.